# Octomeria bradei
Octomeria bradei är en orkidéart som beskrevs av Rudolf Schlechter. Octomeria bradei ingår i släktet Octomeria och familjen orkidéer. Inga underarter finns listade i Catalogue of Life.